# Pelgrimsinsigne

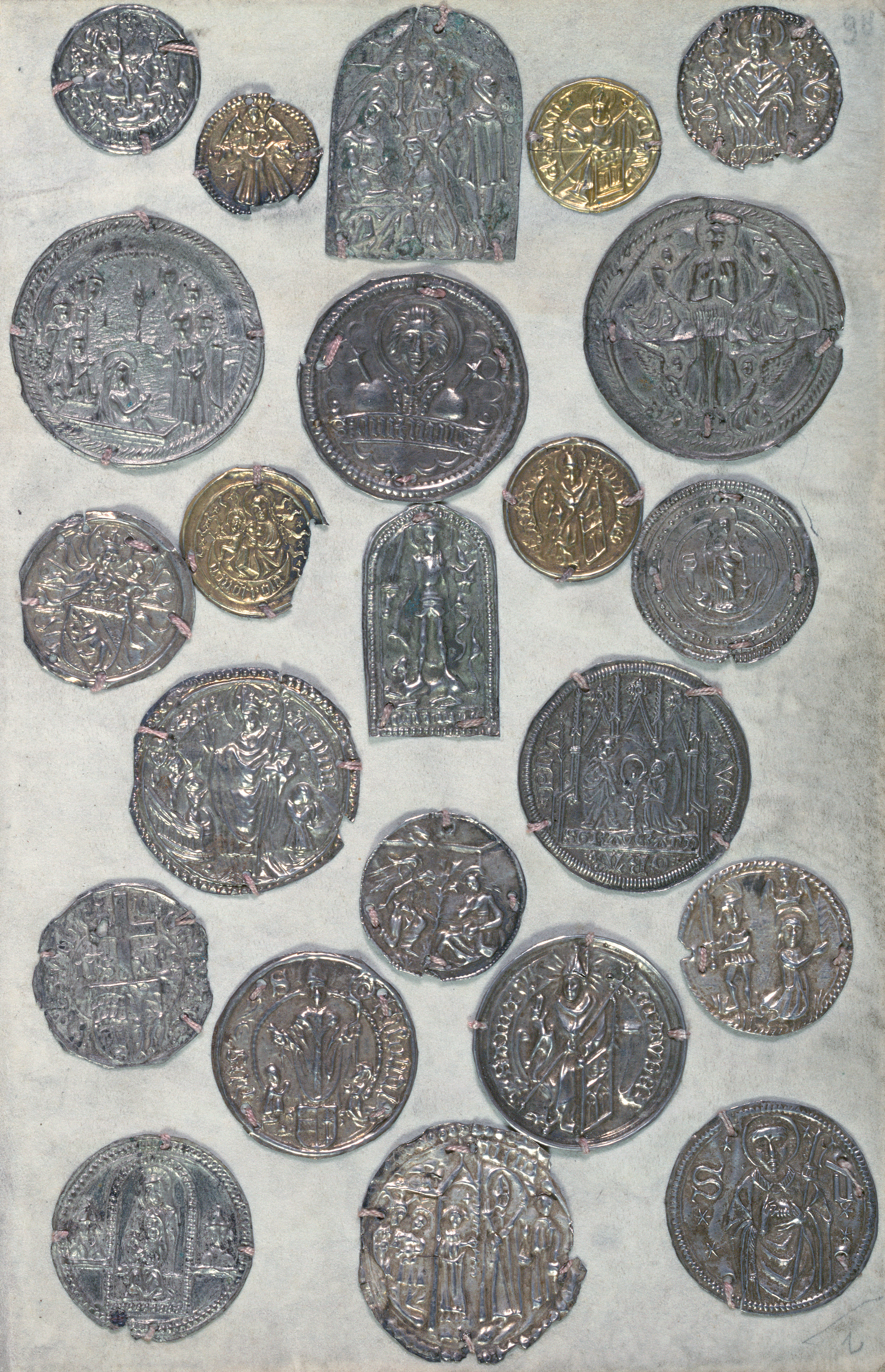
23 pelgrimtekens uit een Zuid-Nederlands getijdenboek. Herkomst onbekend, 17e eeuw?

Een pelgrimsinsigne of pelgrimsteken is een klein metalen voorwerp dat pelgrims aanschaften en droegen om anderen te laten zien waar zij waren geweest of waar zij heen gingen. Soms schonken ze het aan iemand na de bedevaart. Het insigne was een souvenir, maar ook een object van devotie, waaraan zelfs genezende of kwaadafwerende krachten werden toegeschreven als het in aanraking was geweest met een reliek of een miraculeus beeld (waarbij aanschouwing ook als aanraking gold). Bovendien gaf het insigne de pelgrim vrijgeleide en stelde het hem vrij van tol.

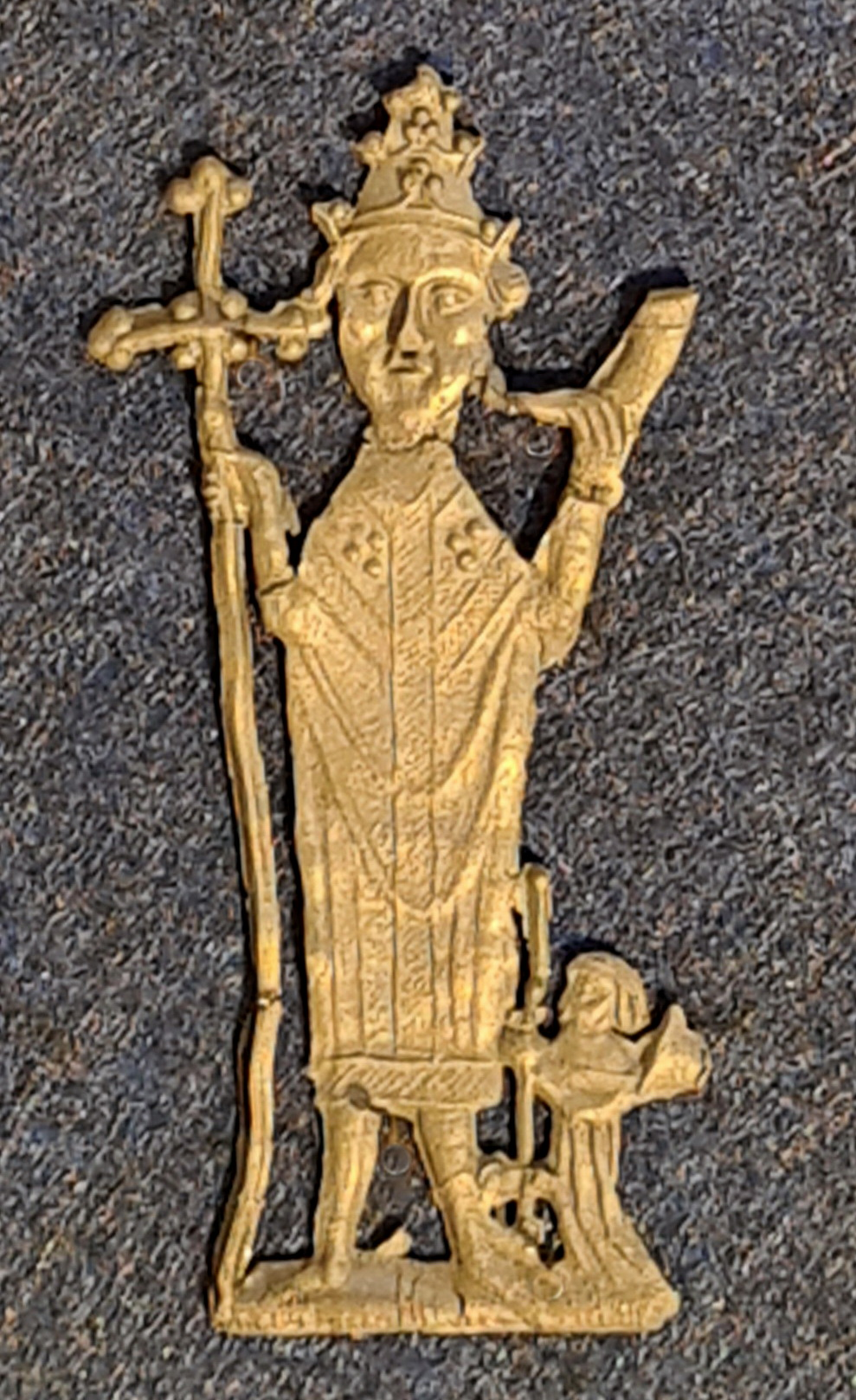
Pelgrimsinsigne (15e eeuw) uit Kornelimunster, gevonden te Maastricht. Paus Cornelius is afgebeeld met tiara, pelgrims-staf en pelgrimshoorn. Aan zijn voeten een verkleinde pelgrim

Het gebruik om een pelgrimsinsigne aan te schaffen stamt uit de late middeleeuwen (vanaf ongeveer 1400).
Pelgrimsinsignes waren gewoonlijk vervaardigd uit tin of een legering van tin en lood. Ze toonden de afbeelding van de betreffende heilige of een symbool dat met deze heilige in verband werd gebracht. Een enkele maal werden ook andere materialen gebruikt, zoals koper, brons, zilver en zelfs goud. In Santiago de Compostella was de jakobsschelp in zwang, die ook wel uit lood/tin en uit git werd vervaardigd.
De lood/tinnen exemplaren werden gegoten in gietmallen van leisteen, zandsteen of een koperlegering. Vaak werden ze in massa geproduceerd.
De lood/tinnen exemplaren vergaan in de bodem gewoonlijk tot tinpest, maar in een vochtig en luchtdicht milieu blijven ze goed bewaard. Van de 15.000 insignes die tot nog toe bij opgravingen zijn gevonden, werden er 8.000 in Nederland gevonden, en de meeste daarvan weer in Zeeland.
Een bijzondere vorm van een pelgrimsinsigne is het pelgrimsampul. Ook bestonden er spiegelinsignes: een spiegeltje met op de achterzijde een beeltenis van het cultusobject dat de pelgrim had aanschouwd. Dit type ontstond uit het geloof dat men met de ogen de uitstralende krachten van cultusobjecten kon vangen. Ook spiegels waren daarvoor geschikt en vormden als het ware een derde oog. De combinatie van spiegels en voorstellingen in een insigne gebeurde voor het eerst in Aken in de eerste helft van de 15e eeuw, later ook in plaatsen als 's-Hertogenbosch, Keulen, Düren, Brussel en Isleworth.

## Voetnoten
1. ↑  Van Asperen 2009, p. 66
2. ↑  Van Asperen 2009, p. 68
3. ↑  Hanneke van Asperen, Aanraken met de ogen, 10 maart 2021